# Academia Internacional de Jurisprudencia y Derecho Comparado
La Academia Internacional de Jurisprudencia y Derecho Comparado es un centro de educación y investigación de jurisprudencia y derecho comparado. Fue fundado el 26 de agosto de 1980 en Río de Janeiro, donde tiene su sede.

## Creación
La creación de la Academia es acreditada al “idealismo constructor” de Custódio de Azevedo Bouças, jurista y poeta que también fundó instituciones como la Academia Brasileña de Letras Jurídicas y la Academia Nacional de Derecho del Trabajo, además de participar activamente en diversas otras instituciones, como el Instituto de los Abogados Brasileños y el Instituto Lusitano-Brasileño de Derecho Comparado. Fue elegido primero presidente efectivo de la Academia Internacional, junto con dos presidentes honorarios; Afonso Arinos de Melo Franco y Haroldo Valladão, respectivamente maestros de derecho constitucional y derecho internacional privado.

## Actividades
Según el Profesor Paulino Jacques, “Fue feliz la elección del nombre de la nueva entidad de Cultura Jurídica – ACADEMIA INTERNACIONAL DE JURISPRUDENCIA Y DERECHO COMPARADO – porque indica, inmediatamente, sus altas finalidades de investigación y estudio de la Ciencia del Derecho en el ámbito internacional, visando a la aproximación de los pueblos civilizados, a través de sus sistemas jurídicos.”
Desde su creación, realizó diversas charlas, reuniones, estudios y conferencias, buscando siempre priorizar el derecho, la justicia y la judicatura a través de una visión comparatista. Con amplia sede propia en Río de Janeiro, en la Rua do Acre, nº 55, 6º piso, posee auditorio, biblioteca, y sala de reuniones, teniendo entre sus miembros, notables juristas del país y del exterior.
Es actualmente presidida por la Dra. Catarina Dionísio. Los grandes beneméritos de la Academia son Paulino Jacques y Arthur Machado Paupério.
Fue recientemente caracterizada como “grandiosa y prestigiada”, por donde  “ya pasaron luminares de la cultura jurídica, de nuestro País y que hoy se encuentra iluminada por notables juristas, dando así continuidad al trabajo iniciado por sus fundadores en el estudio del Derecho y en la investigación científica de la Doctrina Jurídica nacional y extranjera, continuando los valores y los principios de nuestro ordenamiento jurídico, que da sustentación a nuestro Estado de Derecho Democrático y Social.”